# Влюбиться в невесту брата
«Влюбиться в невесту брата» (Dan in Real Life с англ. — «Дэн в реальной жизни») — американская комедийная драма 2007 года режиссёра Питера Хеджеса со Стивом Кареллом и Жюльет Бинош в главных ролях.

## Сборы
Бюджет кинофильма — 25 000 000 долларов, а общие сборы составили 67 938 171 долларов по версии Box Office Mojo.

## В ролях
- Стив Карелл — Дэн
- Жюльет Бинош — Мари
- Дейн Кук — Митч
- Джон Махони — Поппи
- Дайан Уист — Нана
- Норберт Лео Батц — Клэй
- Джессика Хехт — Эми
- Эми Райан — Эйлин
- Элисон Пилл — Джейн
- Берни МакИнерни — Джеймс Ламсон
- Марго Янсон — Оливия
- Бриттани Робертсон — Кара
- Марлен Лоустон — Лилли
- Джессика Люссье — Джессика
- Сет Д'Антуоно — Гас
- Эмили Блант — Рути Дрейпер
- Фелипе Дьепа — Марти Бараско
- Мэттью Моррисон — полицейский
- Эми Ландекер — Синди Ламсон
- Стивен Меллор — клерк
- Си Джей Адамс — Эллиот

## Съёмочная группа
- Режиссёр: Питер Хеджес
- Сценарий: Пирс Гарднер, Питер Хеджес
- Продюсеры: Джонатан Шестак, Дайян Дрейер, Брэд Эпштейн, Дарлен Каамано и др.
- Композитор: Сондре Лерке
- Оператор: Лоуренс Шер
- Монтаж: Сара Флэк